# Styphlolepis erythrocosma
Styphlolepis erythrocosma là một loài bướm đêm trong họ Crambidae.